# 克萊門汀號
克萊門汀號（Clementine，正式名稱是Deep Space Program Science Experiment, DSPSE, 意為外太空計劃科學實驗，也譯為克萊芒蒂娜號）是由彈道飛彈防禦組織（原星戰計畫）和NASA共同執行的月球任務。該探測器發射於1994年1月25日。該任務的目的是要測試長時間暴露在太空環境下科學儀器的感應器和衛星組件的狀態，並且進行月球和近地小行星小行星1620的探測任務。但小行星的任務部分因為儀器損壞而未執行。
該計畫的包含以可見光、紫外線和紅外線進行月球表面探測、使用雷射進行高程測量、重力和帶電力子量測。這些觀測是為了取得月球整個表面的多波段影像以了解月球表面礦物學、並取得60N至60S的高程資料、以及面對地球一面的重力資料。該衛星原本也有進行攝影並確定小行星1620的體積、形狀、自轉特性、表面狀況和撞擊坑數量統計任務。 
克萊門汀號攜帶了七個儀器：紫外/可見光攝影機（UV/VIS）、近紅外線攝影機（NIR）、長波紅外線攝影機、高解析度攝影機（HIRES）、兩個追星儀攝影機、雷射高度計、帶電粒子望遠鏡（CPT）、S波段應答器做為通訊、追蹤和重力實驗。本探測器名稱由來於一首歌"Oh My Darling, Clementine"，是因為本任務中探測器將「永遠消失」。

## 探測器本體設計
衛星本體是一個高1.88公尺，質徑1.14公尺的八角柱，並有兩個突出的太陽能板位於該衛星軸的兩端。一個直徑42英吋的高增益天線位於其中一端，另一端則是489 N推進器。感應器開口全位於和太陽能板夾角90度的其中一面，在飛行期間由一個護罩保護。 
克萊門汀號使用的火箭推進劑是用於姿態控制的聯氨液體單元推進劑；和在太空中使用的雙推進四氧化二氮以及甲基聯氨。雙推進系統最大可產生1,900 m/s速度，而入軌速度需要550 m/s，脫離月球重力則是540 m/s。
姿態控制是使用12個小型的姿態控制噴嘴、兩個追星儀攝影機、兩個內部量測單元。探測器在月球軌道維持三維穩定是使用精確度達到0.05度的反應輪（理論上可達0.03度）。電力來源則是裝在萬向架上的電量可達15 A·h單軸GaAs/Ge太陽能板，以及47 W·h/kg的鎳氫電池。
探測器資料處理是以MIL-STD-1750A電腦（1.7 MIPS）進行安全模式、姿態控制和系統管理之用，並有一個32位元的RISC微處理器（18 MIPS）進行影像處理和自動控制，影像壓縮系統則由法國國家太空研究中心提供（CNES）。資料處理單元可處理所有攝影機、影像壓縮系統和資料流。資料儲存於一個2 Gbit的動態固體記憶體。

## 任務

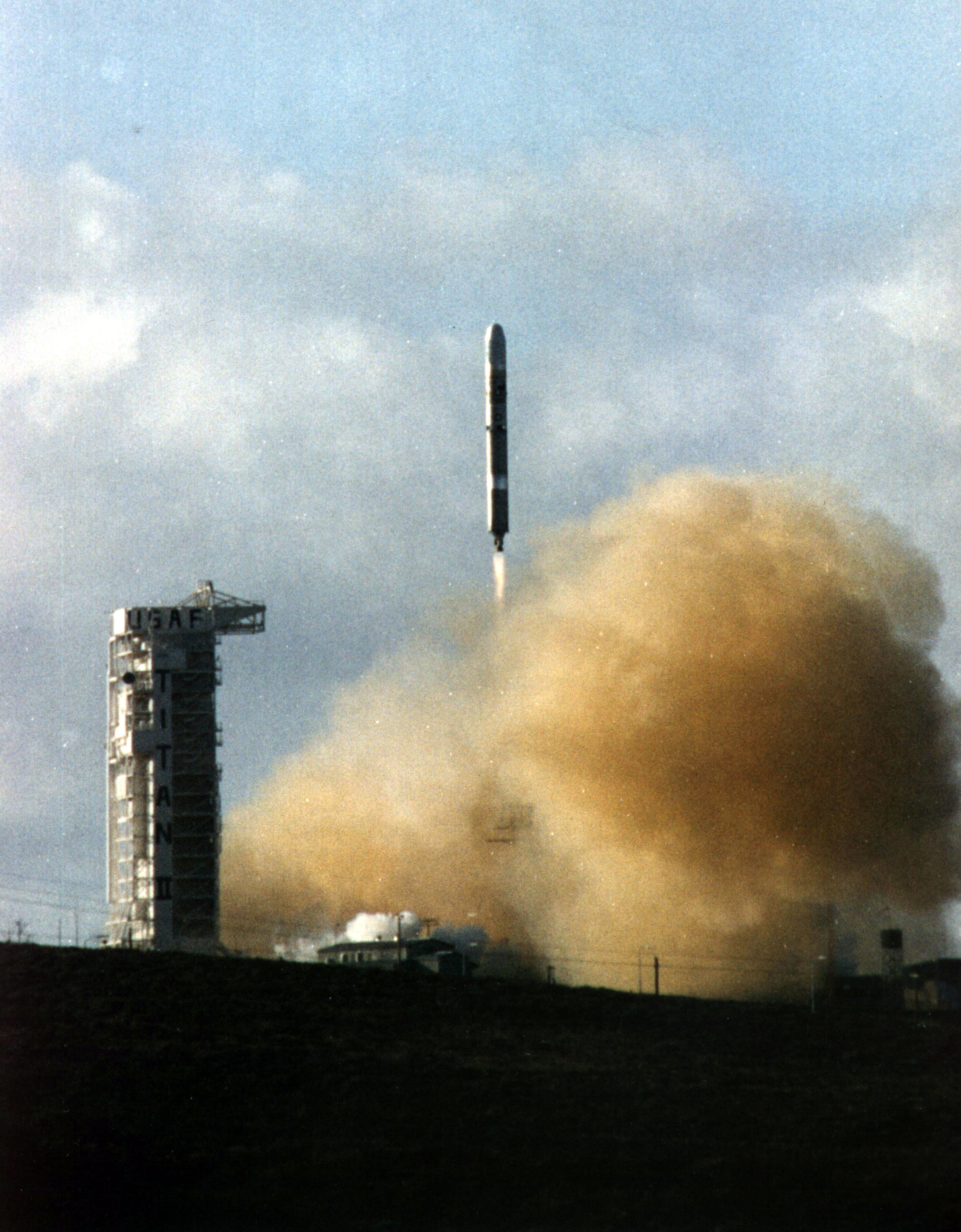
克萊門汀號發射

1994年1月25日，克萊門汀號在美國加州范登堡空軍基地第四（西）發射場以Titan II發射。在兩次飛掠地球後，克萊門汀號在大約一個月後進入繞月球軌道。並在入軌後約兩個月後開始以兩階段進行月球表面測繪。第一階段包含一個周期五小時的橢圓型極軌道；其近拱點在大約月球南緯30度上空，高度約400公里，遠拱點高度則約8300公里。每個軌道包含近拱點附近的80分鐘測繪和遠拱點附近139分鐘的資料傳輸。
在一個月的測繪後，軌道轉換為近拱點在北緯30度上空進行一個月測繪。使該任務可進行月球全球測繪和量測月球從北緯60度到南緯60度的高程測量，總共繞行300個軌道。
在經過一次地月轉移軌道和兩次飛掠地球後，克萊門汀號原預定以三個月時間前往小行星1620，並到達該小行星最近距離100公里以內。但可惜的是，1994年5月7日第一次的地球轉移軌道後，一個元件的損壞造成一個姿態控制噴嘴燃燒了11分鐘，將燃料用盡並使探測器轉速達到80 rpm。在該狀況下將無法有效到達小行星，因此將探測器改進入地心軌道並通過范艾伦辐射带以測試儀器。 
1994年6月時因為電力供應降到足以遠端控制探測器的臨界點以下後，任務結束。
NASA於1998年3月5日公布了克萊門汀號的探測資料，並表示在月球極區撞擊坑內的水冰足以讓未來月球殖民地和太空船燃料補給使用。但該研究成果也引起質疑（參見以下雙基雷達實驗）。

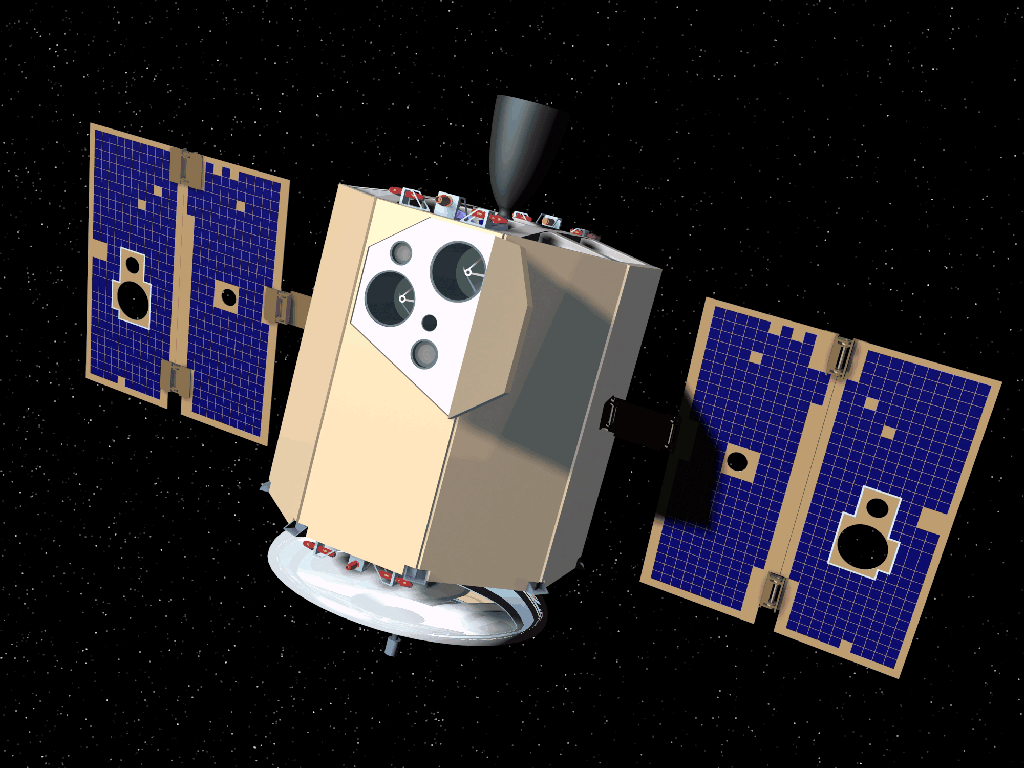
畫家筆下克萊門汀號進入部署

## 科學儀器

### 帶電粒子望遠鏡
帶電粒子望遠鏡（Charged Particle Telescope, CPT）是用來量測帶電荷的質子（3-80 MeV）與電子（25-500 KeV）流量和能量。該儀器的調查目的有：（1）研究地球磁層尾和行星際震波以及月球的交互作用（2）監視距離其他探測器遠處的太陽風，這是一個多任務協調研究的一部分（3）量測入射粒子對探測器太陽電池和其他感應器操作的影響。 
為了滿足儀器質量小於1公斤的限制，該儀器是一個單一元件的望遠鏡。其偵測器觀測角度是10度半場角，表面積100 mm²的矽晶表面勢壘型，厚度是3 mm，並且被屏蔽以防止能量低於30 MeV的質子經過光圈以外區域進入。光圈被一個極薄的鋁箔覆蓋以預防光線撞擊探測器產生雜訊。來自探測器的訊息會被分到九個頻道；其中六個低能量頻道探測電子，三個高能量頻道探測質子和其他重粒子。

### 紫外/可見光攝影機
紫外/可見光攝影機（Ultraviolet/Visible）的設計是用紫外線和可見光的五個波段拍攝月球和小行星1620的表面，但小行星探測因為元件故障而取消。該攝影機可拍攝月球表面岩石和礦物資料，以及月球表面地形和撞擊坑數量統計。大多數影像是以低日光角度拍攝，對岩石的研究相當有用，但無法觀測其形態。
該攝影機的感應器包含一個口徑46 mm的折反射望远镜和熔煉石英透鏡，其焦距是在被保護的湯普森CCD相機上，波長範圍是250-1000 nm，並有6個位置的濾色盤。所反應波長範圍的短端受限於光的傳輸和透鏡的眩光現象，而波長範圍的長端則是CCD的性能。該CCD是幀傳輸裝置，可允許三個增益狀態（150、350和1000電子/位元bit）。曝光時間範圍在1-40 ms，取決於增益狀態、太陽光的照明角度和濾鏡。濾鏡的中央波長（和半峰全寬，FWHM）分別是415 nm（40 nm）、750 nm（10 nm）、900 nm（30 nm）、950 nm（30 nm）、1000 nm（30 nm）和一個範圍在400-950 nm的寬波段濾鏡。攝影機視野是4.2×5.6度，轉換後影像在探測器高度400公里時寬度約40公里範圍。影像大小是288×384像素。在月球軌道進行單一映射時其像素解析度在100-325公尺之間變化。在小行星1620的探測時，探測器高度最低的100公里時，影像解析度大約是25公尺，影像範圍是7×10 公里。該攝影機在五小時的軌道中其中會在80分鐘的測繪其間拍攝125張影像，每1.3秒拍攝一張。在兩個月中的月球表面測繪任務將月球整個表面完整拍攝，其動態範圍是15,000。影像信噪比取決於表面反照率和相位角，在25-87之間變化，並有1%的相對校準和15%的絕對校準。

### 近紅外線CCD攝影機
克萊門汀號上的近紅外線CCD攝影機設計是以近紅外線範圍內六個不同波長拍攝月球和小行星1620表面。該系統可取得月球表面岩石的組成資訊。而小行星1620的探測因為探測船元件損壞取消。
近紅外攝影機包含一個折反射望远镜的鏡頭，焦距位在人工冷卻的（冷卻至70 K）Amber銻化銦CCD，其焦平面陣列是帶通式的，大小1100–2800 nm，並有6個位置的濾色盤。濾鏡的中央波長（和半峰全寬，FWHM）分別是1100 nm（60 nm）、1250 nm（60 nm）、1500 nm（60 nm）、2000 nm（60 nm）、2600 nm（60 nm）和2780 nm（120 nm）。鏡頭口徑是29 mm，焦距是96 mm。視野是5.6×5.6度，轉換後影像在探測器高度400公里時寬度約40公里範圍。在兩個月中的月球表面測繪任務將月球整個表面完整拍攝，影像大小是256×256像素，在月球軌道進行單一映射時其像素解析度在150–500公尺之間變化。探測小行星1620時，像素解析度在高度最低時約40公尺，影像大小是10×10 公里。該攝影機在五小時的軌道中其中會在80分鐘的測繪其間拍攝75張影像，每1.3秒拍攝一張。其動態範圍是15,000。影像信噪比取決於表面反照率和相位角，在11-97之間變化，並有1%的相對校準和15%的絕對校準。影像增益在0.5X-36X之間變化。

### 光達系統

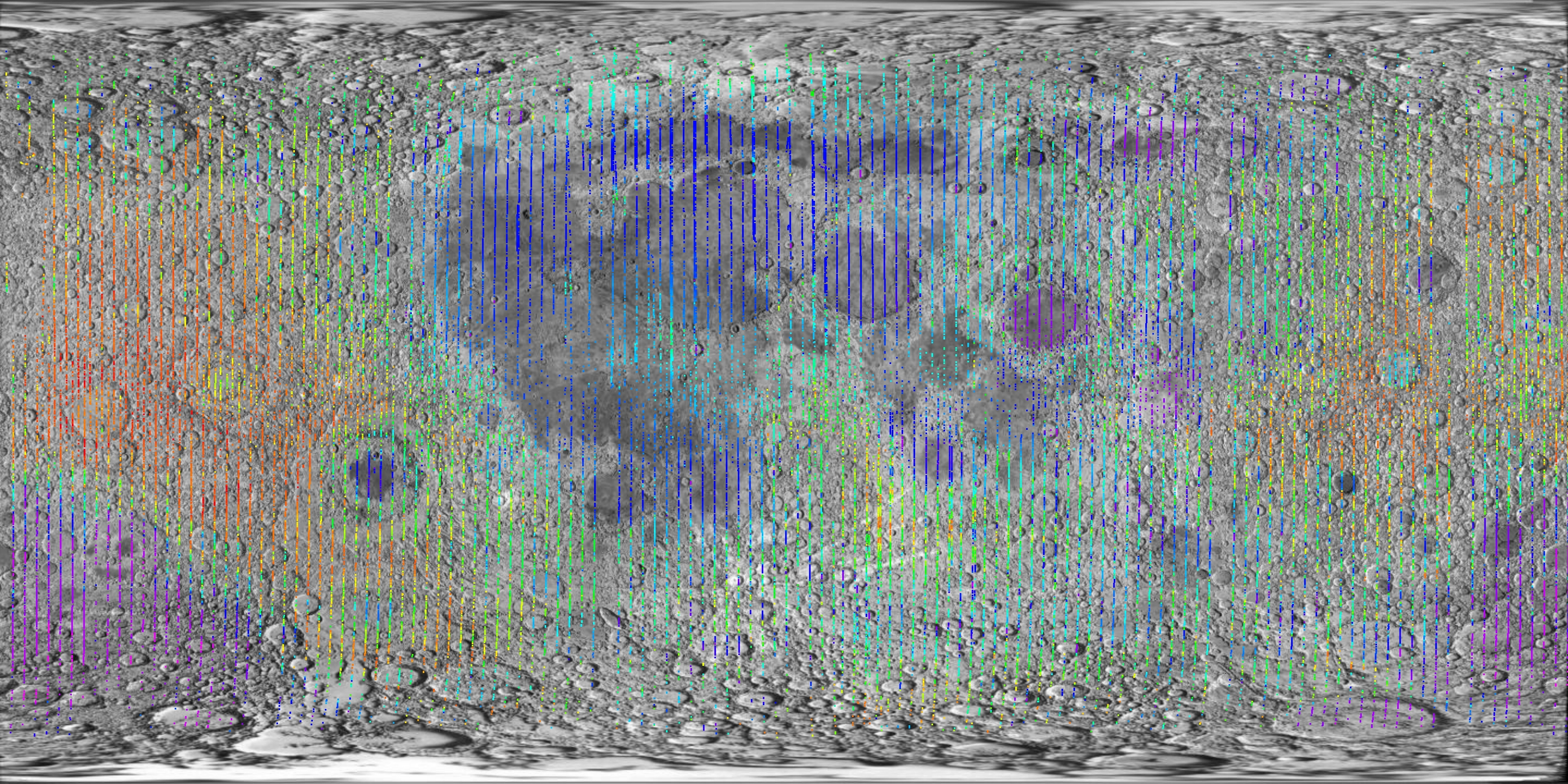
透過光學雷達（LIDAR）量測的月球表面地形圖

克萊門汀號上的光達（Laser Image Detection And Ranging, LIDAR）是用來量測月球表面某一點和探測船的距離。這可用來進行月球表面地形圖繪製，可藉此知道大撞擊盆地等地質特徵的型態，以研究月球岩石圈岩石的張應力和壓應力狀態，以及結合重力場得知月球表面的密度分布。該裝置也可量測小行星1620的表面狀態，但任務取消。
該光達系統使用能量180 mJ，波長1064 nm的釹-釔鋁石榴石雷射（Nd-YAG）發送雷射脈衝到月球表面。每次脈衝的間隔少於10 ns。在波長1064 nm時的雷射脈衝能量是171 mJ，其散射角少於500 μrad。波長532 nm時的能量是9 mJ，散射角少於4 mrad。反射的雷射脈衝會經由高解析度攝影的望遠鏡，並且會被彩色濾光片分離後進入矽雪崩光電二極管（SiAPD）。該偵測器是一個單一的0.5×0.5 mm SiAPD接收器，視野是0.057平方度。該雷射儀的重量是1250公克，接收器則位於一個重1120公克的高解析度攝影機內。從脈衝的傳輸時間可知道表面高程。光達內的記憶體可以儲存六個雷射脈衝返回的偵測資料，並且有一個門檻值設定以修正遺漏的偵測和錯誤訊息。傳回的資訊可以存在長度39.972公尺的範圍，相當於解析度14位元的時鐘計數器。光達的標稱範圍是500公里，高度標稱範圍是640公里，可覆蓋月球北緯60度到南緯60度的範圍。垂直的解析度是40公尺，水平點解析度是100公尺。在赤道上的量測距離可達到40公里。在每個軌道上會每秒量測一次，總共量測45分鐘。而每個軌道距離1-2公里。

### 高解析度攝影機（HIRES）
克萊門汀號上的高解析度攝影機包含一個影像增強儀和一個幀傳輸CCD成像器。成像系統的設計是用來研究月球和小行星1620上的特定區域，雖然小行星任務因為元件故障取消。該儀器讓研究者可研究月球表面地質過程的細節，並且高解析影像和光譜資料結合可以研究月球表面成分和地質。
成像器是一個強化的湯普森CCD，並有6個位置的濾色盤。其濾鏡包含一個400-800 nm的寬波段濾鏡和四個窄波段濾鏡；窄波段濾鏡的中央波長（和半峰全寬，FWHM）分別是415 nm（40 nm）、560 nm（10 nm）、650 nm（10 nm）和750 nm（20 nm）；和一個不透明濾鏡以保護影像增強器。視野是0.3 x 0.4度，轉換後影像在探測器標稱高度400公里時寬度約2公里。影像大小是288×384像素（像素大小23×23 μm），所以其像素解析度依探測器高度在7–20公尺之間變化（距離小行星1620最低時解析度可小於5公尺）。其透光口徑131 mm，焦距1250 mm。其標稱成像速率是每秒拍攝10張影像，並且涵蓋所有濾鏡。該儀器的高解析度和窄視野使其只能拍攝指定區域，無論是長而窄的單色長條影像或短距離四色影像。影像信噪比取決於表面反照率和相位角，在13-41之間變化，並有1%的相對校準和20%的絕對校準。其動態範圍是2,000。
該儀器的望遠鏡是和光達共用的。波長1064 nm的雷射光會被彩色濾光片分離後由光達的感應器（矽雪崩光電二極管）接收。
HIRES拍攝的影像可在程式NASA World Wind取得。

## 雙基雷達實驗裝置
任務進行期間的雙基雷達實驗是為了找尋在月球兩極內水的證據。克萊門汀號將電波訊號直接發射至月球的南北極，並且其反射波由深空网络在地球上的雷達接收。分析反射波的強度和極化以後，認為有水冰混合在月球表面土壤中存在。因此認為月球南北極的水含量相當於一個大湖。但之後使用阿雷西博天文台的研究發現，在非永久陰影（揮發性物質無法穩定存在）的區域也發現了類似的反射模式，因此克萊門汀號的結果可能是誤判，實際上可能是表面崎嶇造成的結果。

## 外部連結
- Clementine Mission Profileby NASA's Solar System Exploration（页面存档备份，存于）
- Clementine Mission Overviewby Naval Research Laboratory（页面存档备份，存于）
- Clementine Lunar Map[] by Naval Research Laboratory（页面存档备份，存于）
- http://nssdc.gsfc.nasa.gov/planetary/clementine.html （页面存档备份，存于）
- https://web.archive.org/web/20040820085523/http://www-phys.llnl.gov/clementine/
- https://web.archive.org/web/20110611071345/http://astrogeology.usgs.gov/Projects/Clementine/index.html
- Clementine Mission[永久] by Praxis, Inc. （页面存档备份，存于）
- News photos from the U. S. Department of Defense （页面存档备份，存于）
- NASA PDS Imaging Node Clementine mission page （页面存档备份，存于）
- Exploring the Moon: Clementine Mission （页面存档备份，存于）